# 造林学
造林学（、英: silviculture）は森林の生態系機能を損なうことなく、生態系サービスを将来にわたって享受するための技術的方策を考究する学問分野である。英語名はラテン語のsilvi- (「森」) とCulture (「成長」) に由来する。
社会が必要とする形質の木材を生産するための技術だけでなく、撹乱による生態系サービスの低下を抑え、さらには生態系サービスを高める生態系管理技術や荒廃した生態系の修復技術を確立することが造林学の役割である。

## 概要
造林学は森林科学の一分野であり、森林生態系の具体的な管理技術（施業）を扱う。社会的に要求される機能を発揮する目標林型を設定し、生態学や樹木生理学などの生物学的な知識・理論をもとに、目標林型に誘導するための施業体系を組み立てていくことが目的である。
近年では戦後に植栽された人工林の主伐期を迎えるに伴って、再造林率を上げるための低コスト再造林の研究や、長伐期施業への移行、天然更新による針広混交林化などの研究が進められている。

## 主要な研究テーマ
- 健全な森林の育成、管理、更新技術
- 混交林、複層林の育成
- 放置された人工林や広葉樹二次林、里山の森林保育技術
- 造林の低コスト化のための施業技術の開発
- 天然更新技術の確立
- 樹木の生態生理
- 森林の更新・動態
- 林木育種
- 森林再生技術の確立
- CO2固定機能の評価 など

## 研究手法
造林学の研究に用いられる手法の一部を紹介する。
- 毎木調査：胸高直径や樹高などを測る。
- 樹幹解析：幹の高さ別に円盤を採取して、それぞれの円盤の年輪の幅を計測することにより、各年次の樹高、直径、韓材積などの成長過程を明らかにするための方法[4]。
- 成長予測モデルの開発：単木・林分レベルで成長を予測する数理モデルの開発。
- 三次元点群データの解析：ドローンなどからのレーザー測量や地上レーザー計測データの解析による森林調査。
- DNA解析：ゲノム研究と遺伝的改良、分子系統分類など。
- タワーフラックス観測：タワーを用いた微気象学的な方法による大気と陸域生態系間の二酸化炭素フラックス観測[5]
- リターフォールトラップ：落葉や落枝、種子等の落下物を回収し、その林の一年の生産量などを見積もることができる[6]。

## 試験地
造林学の研究では、目的に合わせて設定した試験地において実際に計測したデータを利用することが多い。

### 林業試験場の試験地
林業試験場とは、林業・林産業に関する試験研究機関である。林野庁所管の機関や都道府県が設置するものなどがある。
林野庁所管のものは、森林研究・整備機構の森林総合研究所である。
森林総合研究所は森林管理局と共同で、全国の国有林に現在200箇所余りの収穫試験地を設定し、定期的な林分調査を行っている。各試験地では、立木を個体識別して間伐・枯死などの消長を記録し、胸高直径の測定位置を固定、樹高は測高器を用い原則として全数調査を行うなど、精密な毎木調査が行われてきている。
都道府県の試験研究機関は、その多くを林業試験場と呼称しているが、林業センター（栃木など）、林業技術センター（岩手、富山など）等の名称もある。県の林業試験場は各県林業に密着した実用技術の開発・改良が主体であり、その成果は各県行政の普及指導に直結している。試験研究課題の大半は造林部門が占め、森林保護、特用林産に関するものも多い。

### 大学の演習林
大学演習林は亜寒帯から亜熱帯にかけて多様な森林を保有しており、各大学演習林のフィールドの特徴を活かした様々な教育研究を展開している。最近では、個々の大学の枠を越えて学生の利用が進められるような取り組みである、「公開森林実習」や文部科学省の「教育関係全国共同利用拠点」としての活動にも取り組んでいる。

### 有名な林業試験地

#### 宮崎南部の林分密度試験林
宮崎南部森林管理署所管の国有林において設置された、オビスギの系統配置による密度試験地は、通称「飫肥杉ミステリーサークル」と呼ばれ、特徴的な放射状の植林で有名である。
飫肥地方では、温暖多雨な気象条件や台風襲来に強い造林方法として、藩政時代からha当たり1,000本から2,000本程度の疎植・粗放な施業を行ない、オビスギの特性を活かした造船用材（弁甲材）の生産が盛んに行われてきた。しかしながら昭和30年代後半から造船用材としてのスギ材の需要が急速に減少する一方で、一般建築用材の需要が拡大し、生産目標を変更する必要が生じた。そこで、生産目標の変更による、植栽密度の検討を行い、将来の施業体系作成のための一要因とすることとした。
1973年当時の署長が、フランスカイガンショウの線形造林地で見たネルダー型の系統配置による密度試験地を参考に、同心円を利用した円形の密度管理試験地を設定した。

#### 東京大学北海道演習林
北海道富良野市にある東京大学大学院農学生命科学研究科附属演習林北海道演習林は、「林分施業法」の実践地として有名である。面積はおよそ２万３千 ha。
東京大学北海道演習林では、「林分施業法」という独自の方法で天然林を管理している。林分施業法では、更新木の状況による大きなタイプ分けを基本として、さらに優占する樹種や森林の成立過程などに応じて森林を分類し、伐採や造林は各林種の林分状況に応じて行われる。再生可能な木材資源を利用する経済的機能と、森林生態系の環境保全機能とを調和・発揮させる森林管理の方法として、 国内外で高い評価を受けている。